# 阿爾漢格爾斯克省
阿爾漢格爾斯克省（羅馬化：Arkhangelskaya guberniya）是俄羅斯帝國的一個省。成立於1784年（自沃洛格達省分出）。1929年1月14日，全俄中央执行委员会将三个舊省（阿尔汉格尔斯克省、沃洛格達省和北德维纳省）與科米－濟良自治州合并为北方邊疆區，行政中心设在阿尔汉格尔斯克。1937年9月1日重建為阿爾漢格爾斯克州。
1903年時面積842,531平方公里（包括了摩爾曼斯克州全境、卡累利阿共和國東北部、阿爾漢格爾斯克州北部和科米共和國北部），人口376,126人。首府阿爾漢格爾斯克。1890年時下分八縣。